# Fondation du développement urbain de la ville de Kobe

Logo de la fondation du développement urbain de la ville de Kobe.

La Fondation du développement urbain et du logement de la ville de Kobe (神戸すまいまちづくり公社, Kōbe-shi toshi seibi kōsha) est le nom donné à une fondation publique japonaise basée à Kobe dans la préfecture de Hyogo au japon fondée en 1963. La fondation exploite le développement des réaménagements urbains, le génie civil, l'architecture, le stationnement, les activités touristiques et l'installation de services publics à Kobe. Elle gère les égouts de la ville de Kobe en tant qu'entreprise publique.

## Histoire
La fondation est créée le 18 mai 1963, à Kobe sous le nom de Fondation du développement urbain de la ville de Kobe (財団法人神戸市都市整備公社, Zaidanhōjin Kōbe-shi toshi seibi kōsha). En 1965, elle prend en charge la gestion de construction de logement de la Société de logement de Kobe. En avril 1972, la fondation reprend le service du téléphérique Rokkō Arima. Un an plus tard, c'est la gestion sur l'achat de terrains pour une utilisation publique qui lui est confié par la corporation du développement urbain de la ville de Kobe. En 1977 la fondation récupère la gestion du téléphérique Maya opéré jusque-là par le Bureau des transports municipaux de Kobe. En 1991, la société gère le téléphérique Shin-Kobe. Cinq ans plus tard, elle hérite de la gestion de la société Promouvoir Kobe. En 2000, elle acquiert gratuitement la gestion du funiculaire Maya et hérite de la gestion des égouts de Kobe. En 2006, c'est un partenariat public-privé qui la conduit à s’occuper de la gestion du téléphérique Shin-Kobe. En 2010, après la dissolution de la corporation du logement de Kobe, la fondation récupère directement la gestion des constructions de logements. Un an plus tard, la fondation cède ses activités sur le téléphérique Shin-Kobe à la société Kobe Resort service. Le 1er janvier 2013, la fondation change de nom passant de Fondation du développement urbain de la ville de Kobe (財団法人神戸市都市整備公社, Zaidanhōjin Kōbe-shi toshi seibi kōsha) à Fondation générale du développement urbain et du logement de la ville de Kobe (一般財団法人神戸すまいまちづくり公社, Ippan zaidanhōjin kōbe sumai machi-dzukuri kōsha).

## Gestion dans le transport
Dans le cadre de son activité touristique, la fondation exploite deux téléphériques et un funiculaire sur les Monts Rokkō et au Mont Maya.
- Téléphérique Rokkō Arima
- Téléphérique Maya
- Funiculaire Maya

Le téléphérique Maya et le funiculaire Maya sont exploités sur la ligne Maya View Line Yume-Sanpo (まやビューライン夢散歩, Maya Byū Rain Yume-Sanpo) (littéralement : Ballade de rêve sur la ligne panoramique de Maya).
De 1991 à 2011, la fondation gérait le téléphérique Shin-Kobe avant de le céder à la société Kobe Resort service.

## Galerie

Téléphérique et funiculaire
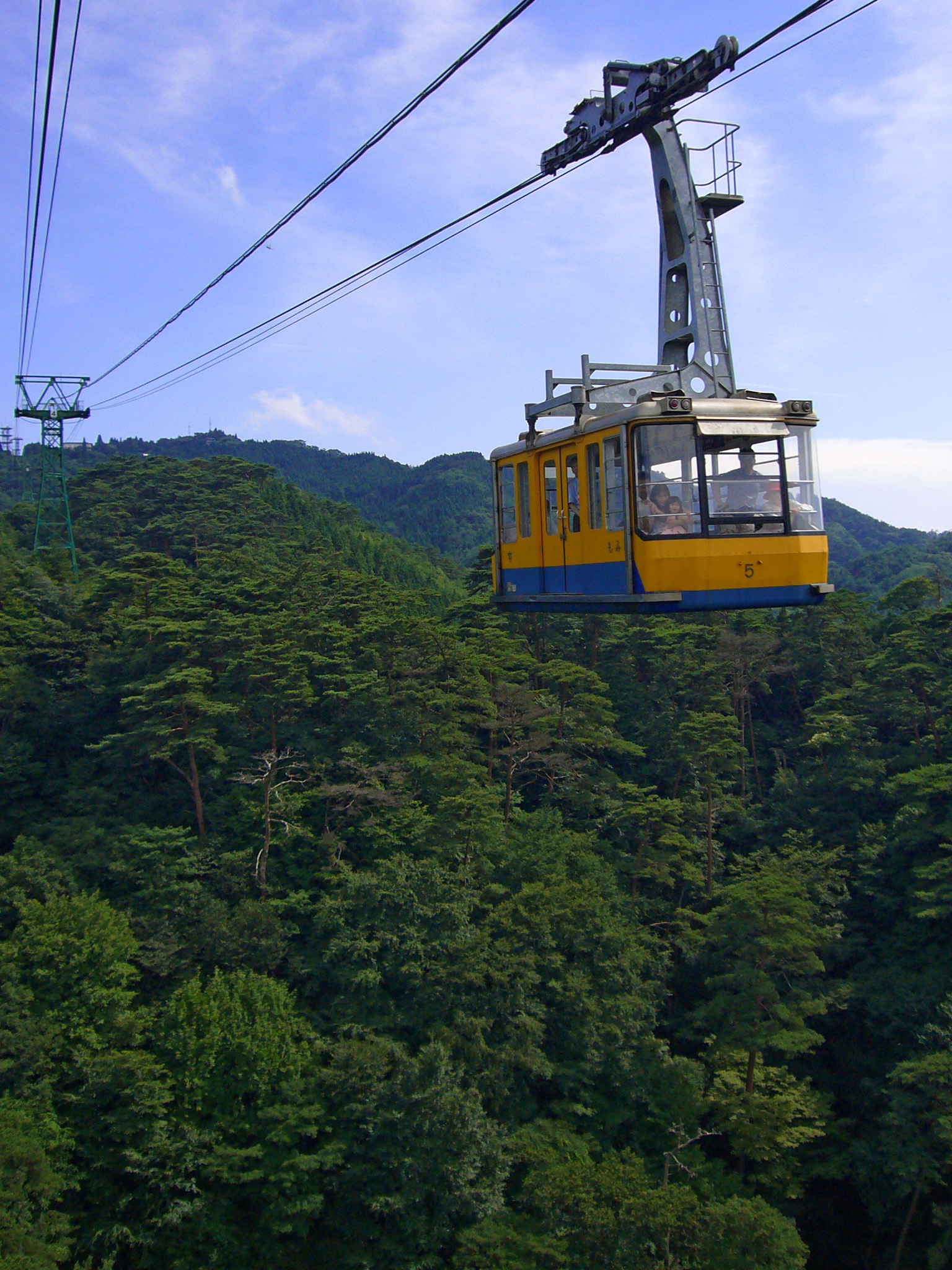
Téléphérique Rokkō Arima
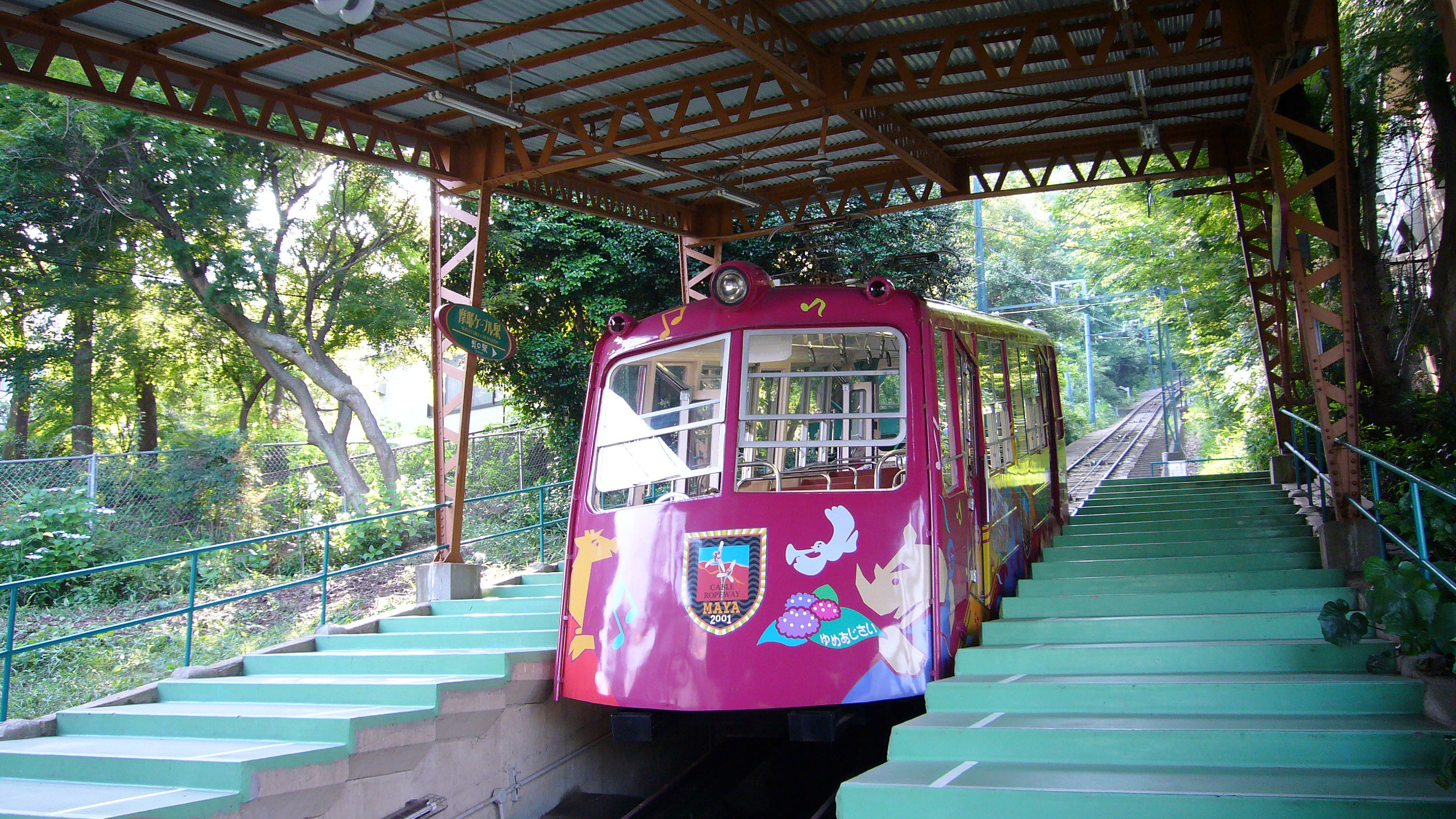
Funiculaire Maya
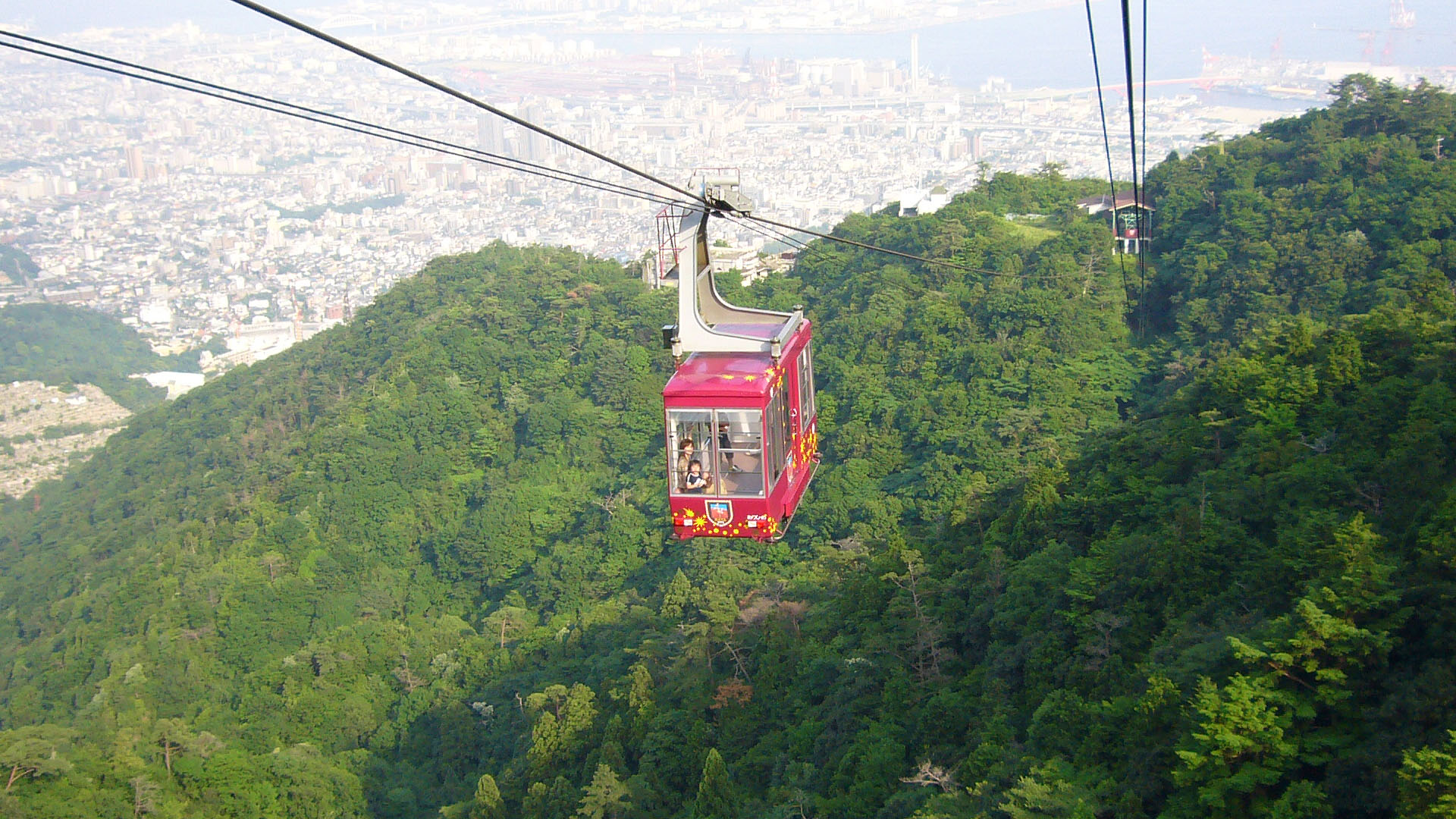
Téléphérique Maya